# Candangolândia
| Região Administrativa de Candangolândia      |                                                              |
|                                              |                                                              |
| \| \| \| Bandeira \|                         |                                                              |
| Região Administrativa XIX                    |                                                              |
| Fundação: 3 de novembro de 1956 (68 anos)    |                                                              |
| Lei de criação: 658 de 27 de janeiro de 1994 |                                                              |
| Mapa de Candangolândia                       |                                                              |
| Limites:                                     | Núcleo Bandeirante, Guará, Plano Piloto, Lago Sul e Park Way |
| Distância de Brasília:                       | 12 km                                                        |
| Administrador(a):                            | João Dantas do Santos                                        |
| Área                                         |                                                              |
| - Total                                      | 6,61 km²                                                     |
| População                                    |                                                              |
| - Total                                      | 16.196 habitantes '                                          |
| IDH                                          | 0,852 alto SEPLAN/2000                                       |
| Site governamental                           | www.candangolandia.df.gov.br                                 |
| Bandeira de Candangolândia                   |                                                              |
| Bandeira                                     |                                                              |

Candangolândia é uma região administrativa do Distrito Federal brasileiro.

## História
Candangolândia possui essa nomenclatura em decorrência dos trabalhadores que eram chamados de candangos, no entanto já teve nomes diferentes antes de ser estabelecida como região administrativa, já foi chamada de Lonalândia, Sacolândia e Vila dos Candangos, e somente depois obteve o nome que possui atualmente.

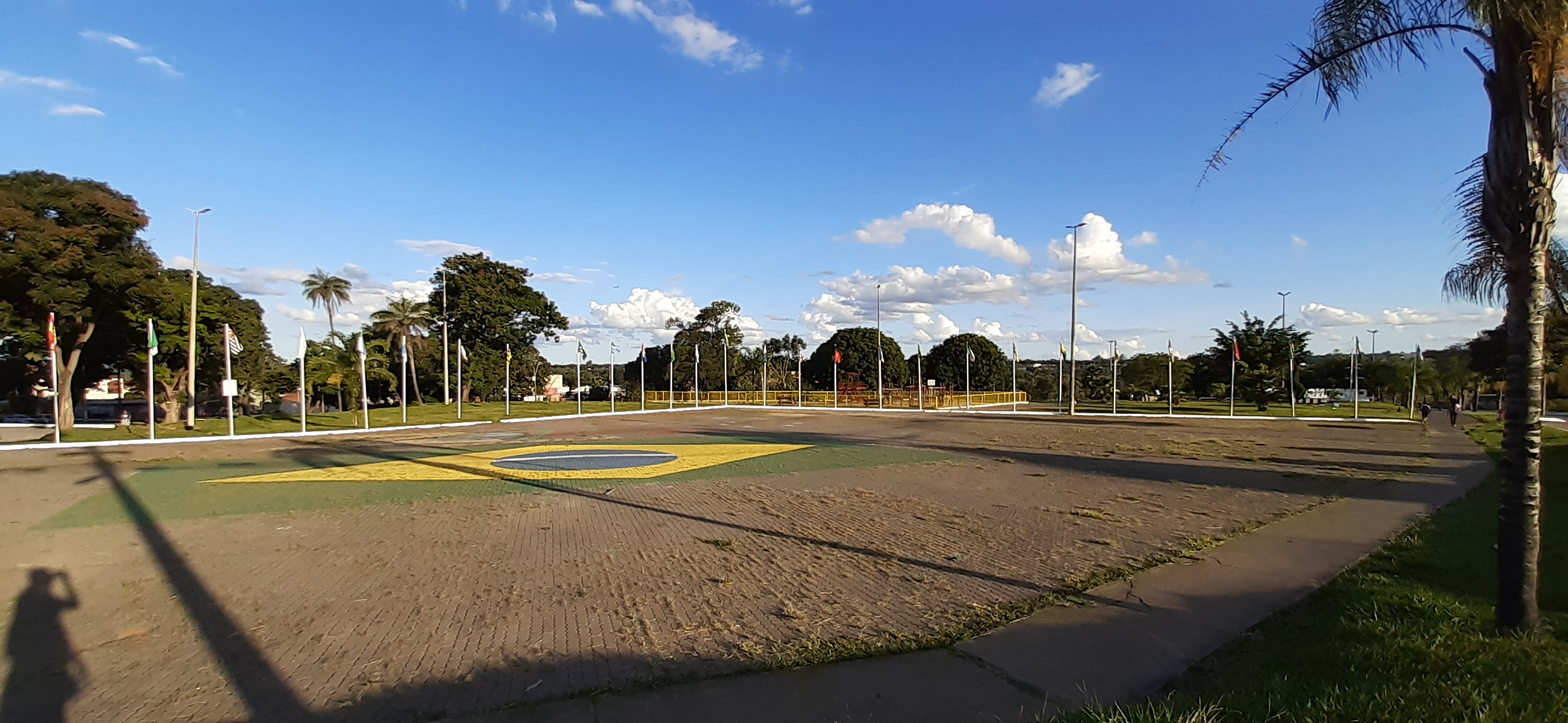
Praça dos Estados, local onde foram postas bandeiras que remetem as origens dos candangos.

Seu surgimento se deu antes mesmo de Brasília, em 1956, pois se tratava da vila que os operários fundaram durante a construção da capital. Inicialmente as casas eram precárias, constituídas basicamente de lona, o que justifica ter sido chamada de Lonalândia e Sacolândia, no entanto com o decorrer do tempo as lonas passaram a ser substituídas por construções de madeira, sendo que muitas delas são mantidas até hoje por terem sido tombadas como patrimônio histórico da UNESCO, como é o caso da igrejinha.
Candangolândia foi fundada em 3 de novembro de 1956, recebendo a condição de região administrativa, conforme a Lei 658, de 27 de janeiro de 1994. Atualmente Candangolândia conta com as quadras QR1 a QR7, sendo que não existe QR6 já que as quadras ímpares foram construídas antes das pares, além de contar com as quadras QRIA, QROA e QOF. Se encontra dentro de um corredor ecológico e possui cerca de 16.848 habitantes, segundo dados da Codeplan.

## Geografia

### Relevo e Hidrografia
Candangolândia está situado em uma área com duas características de relevo, em sua grande maioria temos o Plano Intermediário, que se trata de uma uma zona com um relevo suavemente ondulado com inclinação inferior a 12% e com altitude variando entre 950m e 1.050m em relação ao nível do mar. Em uma menor porção localizada a oeste da região administrativa, a geomorfologia presente é o Rebordo, uma área com declividade entre 10% e 12% e com altitude variando entre 950m e 1.110m.
Candangolândia está localizada junto ao Sistema Canastra, no Subsistema A. Em seu território passam três importantes cursos d'águas que desembocam no Lago Paranoá, são eles o Córrego Riacho Fundo, Guará e Vicente Pires.  

### Ecologia e Meio Ambiente
Candangolândia está rodeada por áreas de conservação ambiental, essas administradas pelo Instituto Brasília Ambiental (IBRAM).  Ao norte da poligonal está sediado o Zoo de Brasília, área com a presença de muita mata nativa. Além disso, em seu território há a presença de três importantes afluentes do Lago Paranoá, os Córregos Riacho Fundo, Guará e Vicente Pires. Dessa forma, a área da  Candangolândia está dentro de um corredor ecológico.

### Clima
O clima de Candangolândia é definido como tropical, com verões chuvosos, com alta umidade e temperaturas elevadas ficando próximas dos 30º C, o inverno é caracterizado com estiagem de chuvas, umidade e temperatura baixas. Na primavera ocorre o início do período chuvoso, já no outono inicia-se o período seco.  
Segundo dados coletados no Climate - Data a temperatura média registrada durante o período de um ano e de 21.4º C, e a menor se dá nos meses de junho e julho, período do inverno, em contrapartida, as maiores temperaturas são registradas nos meses de Setembro e Outubro, fase de transição entre o inverno e o verão. O período de chuva tem o seu início no final da primavera, permanecendo em todo o período do verão e tendo o seu fim no início do outono, os meses seguintes são os com menos porcentagem de umidade registrada no ar.  

## Demografia
Candangolândia conta com uma população de 16.848 habitantes, sendo que destes 52,2% são do sexo feminino e 47,8% são do sexo masculino, considerando a totalidade de 100% dessa população foram obtidas os seguintes dados com relação a raça/cor de pele dos moradores da região administrativa, onde a maior parcela dos habitantes se consideram pardas, o que equivale a 48,7%, já 38,5% da população se considera branca e os demais 11,4% se consideram pretas.

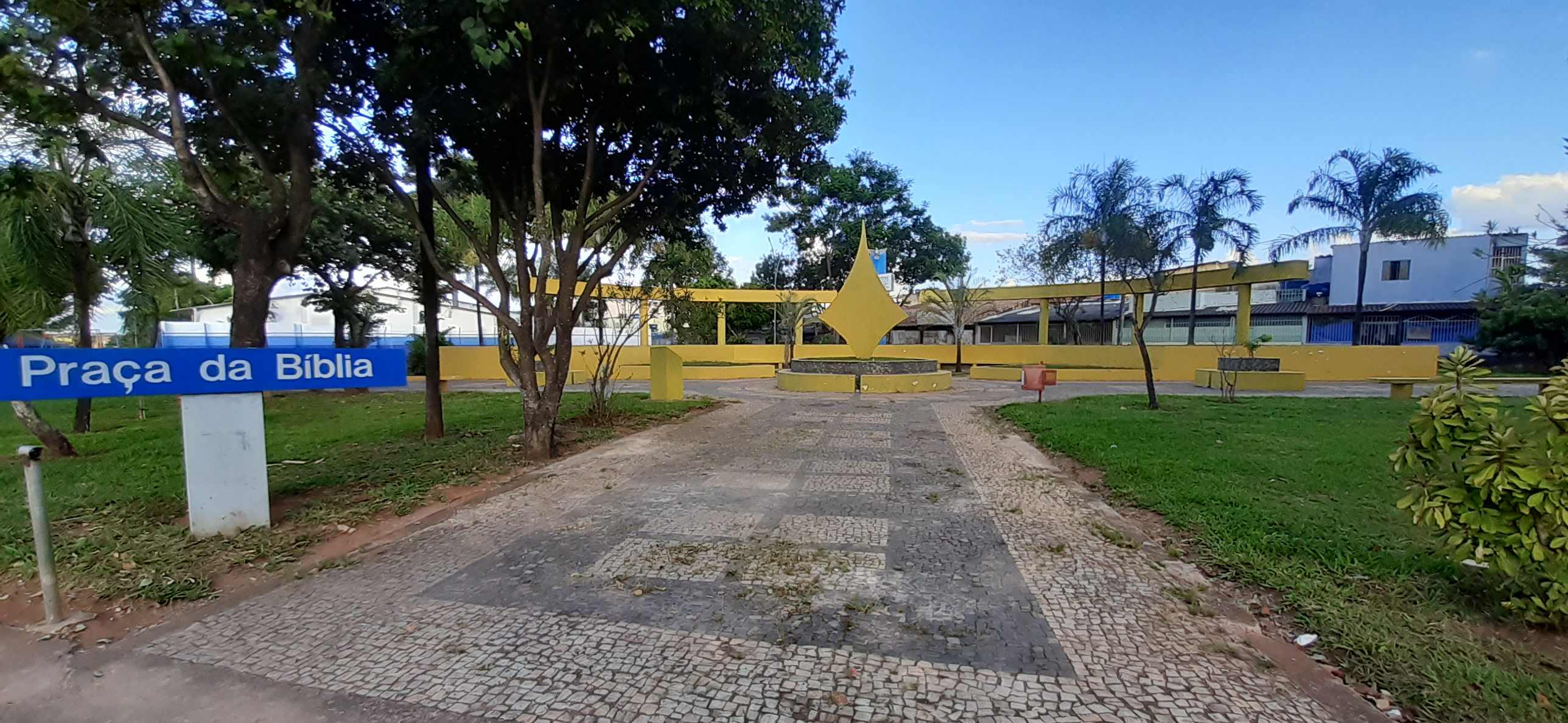
Praça da Bíblia.

Ao considerar a distribuição da população de acordo com os arranjos familiares é possível observar pelos dados cedidos pela Pdad que 20,9% é composta por casais que possuem dois filhos, 20,9% é composta por monoparental feminina, sendo essas as mães solo, 19,8% como sendo casais com apenas um filho, 13,8% casais sem filhos, 11,1% que se enquadram em outro perfil, 7% é composta por casais com três filhos ou mais e 6,5% de pessoas solteiras e sem filhos.
No que tange os dados populacionais de acordo com a religião, foi constatado que 58,51% dos habitantes são católicos, 20,17% são evangélicos tradicionais, 8,74% evangélicos pentecostais, 7,89% não possuem religião, 3,31% são espíritas, 0,09% seguem religiões orientais, 0,04% religiões de origem afro e 0,71% seguem outras religiões.
Quanto a origem dos moradores da região administrativa, 56% são naturais do Distrito Federal enquanto 44% vem de outras localidades, desta parcela de habitantes que nasceram fora do Distrito Federal 16,6% vieram de Minas Gerais, 14,2% de Goiás, 11,3% do Maranhão, 10,6% da Bahia, 8,5% do Piauí, 8,2 % do Ceará, 7,1% da Paraíba, 3,3% de Pernambuco, 3,2% do Rio Grande do Norte e os demais 2,6% não sabem ao certo de sua origem. Com relação a motivação para essas migrações as respostas mais recorrentes foram trabalho, melhores condições de moradia e por fim estudo.

## Política e Administração
A Administração Regional de Candangolândia é um órgão do poder de administração direta do Governo do Distrito Federal, observado o disposto no Decreto nº 37.625, de 15 de setembro de 2016, e as auditorias realizadas pelas autoridades competentes, controla e implementa os programas, projetos e ações públicas do Governo sob sua alçada, em coordenação com o GERC. A administração da região administrativa de Candangolândia realiza serviços como tapa-buracos, poda de árvores, recolhimento de lixo, entulho entre outros, podem ser solicitados diretamente na ouvidoria da Administração Regional de Candangolândia, Além de solicitar serviços, as pessoas também podem registrar elogios, sugestões, reclamações, pedidos de informações e fazer denúncias.

## Economia
No ano de 2018, o número de pessoas que faziam parte da PEA (População Economicamente Ativa) era de 8.529, ou seja, 62,4% da população de Candangolândia. Sendo que 66,4% trabalham em empregos formais, 18,7% são autônomos, 3% são empregados domésticos, 2,7% apresentam estágio remunerado, e 1,6% são profissionais liberais. Em relação a área de atuação  75,4% trabalham no setor de serviços, apenas 18,4% dos cidadãos trabalham na área comercial, 3,5% na indústria, e 2,5% não sabem em que área atuam. No entanto, é importante destacar que 989 jovens entre 18 e 29 anos não estudam e nem trabalham (28,6%), fazendo parte do grupo denominado nem-nem.
No que se refere a População Economicamente Ativa, os trabalhadores possuem uma média salarial de R$ 2.489,07, já em relação a renda domiciliar, este valor aumenta para R$ 4.051,70, logo, é correto afirmar que 46,2% da população recebe um rendimento bruto de mais de 1 a 2 salários mínimos por mês, sendo que apenas 8,4% recebe mais de 5 salários mínimos, apresentando assim, uma desigualdade no rendimento.

## Infraestrutura

### Habitação
Tendo uma média de 4.613 unidades ocupadas, 57,2% das habitações são próprias, enquanto 36,5% são alugadas. O local é composto na sua maioria por casas, apresentando apenas 13,3% de apartamentos, no qual 88% das moradias são regularizadas.
Segundo dados da PDAD 2018, 100% das habitações têm acesso à rede geral da Companhia de Saneamento Ambiental do Distrito Federal (CAESB) e à Companhia Energética de Brasília (CEB), sendo que 5,5% das moradias apresentam  fossa séptica, e 76,8% contam com coleta direta não seletiva, e 45,2% contam com coleta direta seletiva. No entanto, nota-se que a região apresenta dois locais de ocupação informal, a Expansão Candangolândia - Zoológico, e a Faixa de domínio rodovia DF-075.

### Transporte

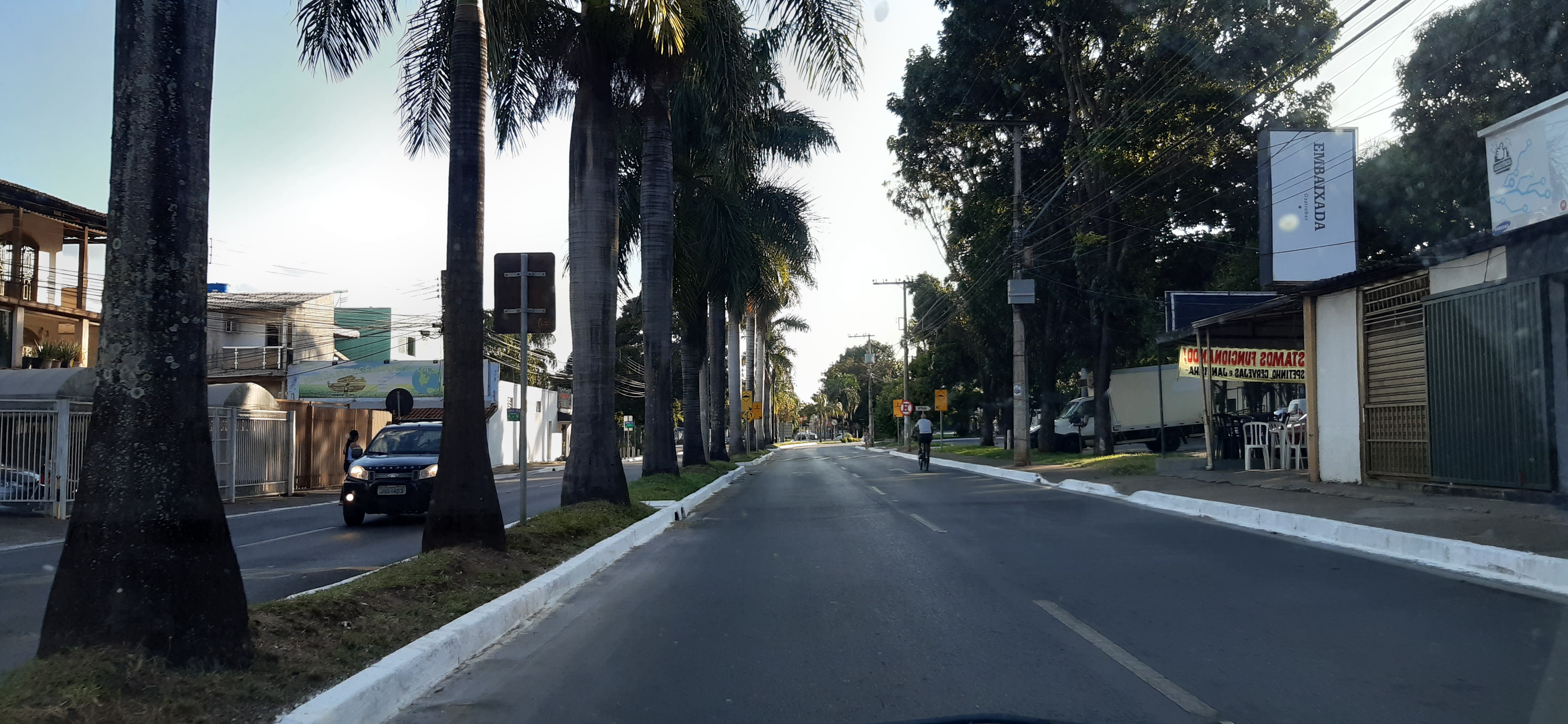
Rua dos Transportes - avenida principal de Candangolândia

Constata-se que 67,5% dos cidadãos possuem automóveis, 43,4% usufruem de bicicletas, e apenas 9,7% das pessoas contam com motocicletas, dessa forma, a maior parte da população (tendo uma porcentagem de 46,5%) se desloca até o trabalho por meio dos automóveis, ficando em segundo lugar o transporte público, com uma porcentagem de 38,7%, e apenas 16,3% se locomovem a pé. Já em relação ao trajeto até as escolas, 23,5% dos alunos utilizam o ônibus.
O local conta com 18 pontos de ônibus, no qual recebe serviços de uma única empresa, a Pioneira, que por sua vez, apresenta duas linhas, a 160.3 e a 163.1. No entanto, vale ressaltar que dentre os pontos de ônibus citados, o que fica localizado na EPIA teve a sua construção finalizada, porém ainda não foi inaugurada, dessa forma, não se encontra em funcionamento.

### Saúde
A região administrativa de Candangolândia conta com apenas um posto de saúde, a unidade básica de saúde nº 01 fica localizada na EQ 5 7 Área especial candangolândia 01. Tem como objetivo atender cerca de 80% da população de acordo com o ministério público.

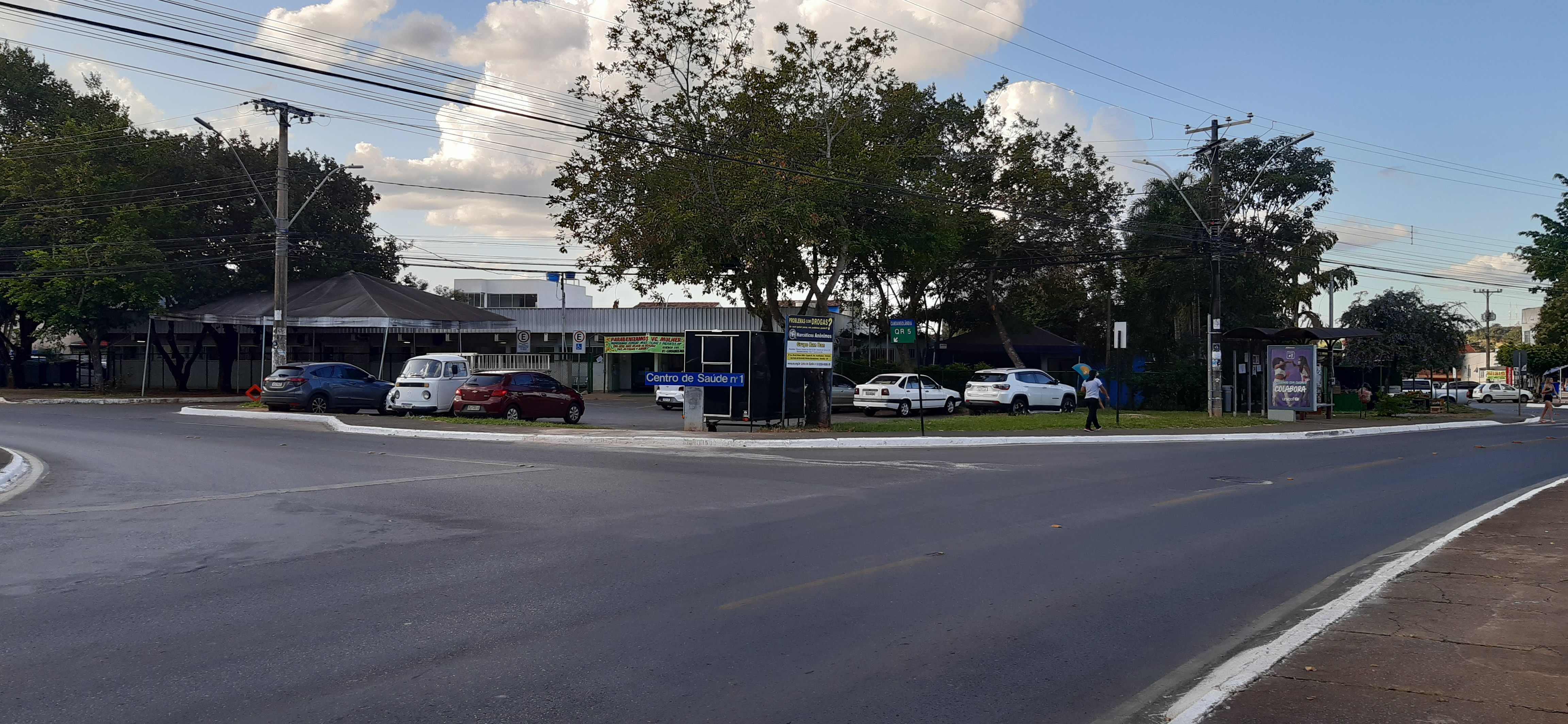
Unidade Básica de Saúde nº 01, Candangolândia - DF

Conforme dados da PDAD 2018, 65% da população de Candangolândia não possuem plano de saúde, tendo como necessário o suporte do governo em relação aos serviços de prestação à saúde, havendo assim, como porta de entrada preferencial as unidades ligadas ao Sistema único de Saúde (SUS). Sendo 17% das pessoas residentes na região administrativa portadoras de plano Empresarial e apenas 14% portando plano particular. Conta também com apenas com uma base de apoio do SAMU e um corpo de bombeiros.

### Educação

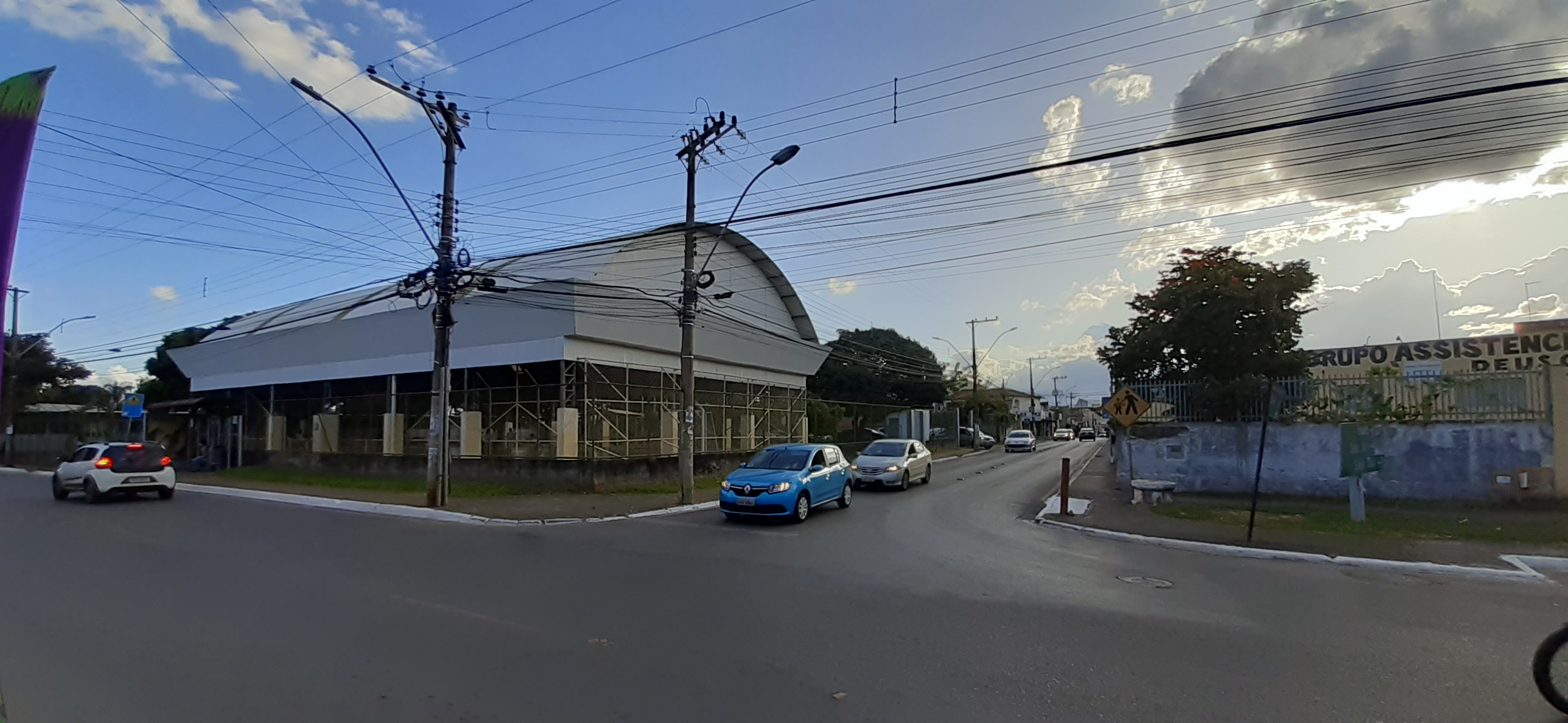
Escola Classe 02, Candangolândia

Candangolândia conta com 7 espaços destinados à educação. Sendo duas escolas particulares Escola Ponta de Lápis etapas de Ensino Infantil e Ensino Fundamental e a outra Escolinha Bambi etapa de Ensino Infantil. Cinco escolas pública, EC 01 de Candangolândia etapa de Ensino Fundamental, CEF 01 de Candangolândia etapa Ensino Fundamental, EC 02 de Candangolândia etapa de Ensino Fundamental, CEI de Candangolândia etapa de Ensino Infantil, CEM Júlia Kubitschek etapas do Ensino Médio, Anos Finais. E  uma escola particular conveniada CR Cantinho de Você etapa de Ensino Infantil.
Segundo dados do PDAD 2018. 56% da população da região administrativa de Candangolândia estudam no município situado declarado estudar em escolas da rede pública, tendo 32% da população com ensino médio completo e 25% com ensino superior completo.

### Segurança pública e criminalidade
Referente às questões de segurança, segundo dados da PDAD 75% da população afirmou que ocorre os serviços de policiamento de forma regular. A Área conta com uma unidade operacional 22ª Posto Comunitário Segurança, uma unidade operacional Posto Policial 25ª BPM, uma unidade operacional Companhia de Polícia Militar Ambiental, e uma unidade operacional 19ª Grupamento de Bombeiro Militar.
De acordo com pesquisas feitas pelo 25ª Batalhão de Polícia Militar do Distrito Federal, tendo como resultados satisfatórios 75% avaliou a sensação de segurança em níveis acima de 8 em uma escala de 10. Sendo a maioria crimes de pequeno porte registrados como por exemplo roubo a transeunte, invasão a domicílio, perturbação do sossego entre outros  de menor potencial ofensivo.